# Bijan Mortazavi
Bijan Mortazavi (in persiano بیژن مرتضوی‎; 15 novembre 1957) è un violinista, cantante e compositore iraniano.
Nonostante i suoi dischi siano banditi in Iran, i suoi pezzi strumentali sono spesso mandati in onda dalla TV di Stato iraniana.

## Formazione
Nato nell'Iran settentrionale, Bijan Mortazavi cominciò a suonare il violino ad appena tre anni.
Ricevette lezioni a Teheran da cinque rinomati violinisti, ognuno dei quali gli impartì lezioni in tecniche e settori specifici quali improvvisazione, orchestrazione, arrangiamento, quarti di tono, dastgah, e altro.
A sette anni cominciarono i suoi studi di piano, chitarra, percussioni e strumenti folk a corda, come l'oud, il tar, e il santur.
All'età di undici anni, Bijan vinse il primo premio in un concorso nazionale iraniano per studenti di ogni età, e a quattordici anni mise insieme un'orchestra di 32 membri, per suonare proprie composizioni al celebre Summer Camp di Ramsar in Iran.
Dopo il diploma si trasferì nel Regno Unito, dove poté seguire i suoi interessi nel campo dell'Ingegneria Civile, continuando nel frattempo a suonare e a studiare violino.

## Gioventù
Nel 1979, Bijan si trasferì negli Stati Uniti, e continuò i suoi studi musicali all'Università del Texas, stabilendosi poi in California nel 1985. 
In California cominciò a comporre ed arrangiare musica per cantanti pop iraniani e raggiunse la fama come autore delle canzoni del celebre cantante iraniano Moein, per il quale compose molti pezzi, suonando dal vivo il violino nella sua orchestra. Da lui apprese l'arte del canto.
Mortazavi pubblicò il suo primo album "Bijan Mortazavi, his music and his songs" nel 1990, che si rivelò un notevole successo fra i dischi persiani di quell'anno.

## Carriera musicale
Dopo la pubblicazione dell'album Bijan Mortazavi 3, la maggior parte della popolazione iraniana lo considerava ormai un violinista e cantante di talento. L'album successivo Fire on Ice, un mix di violino in stile persiano e New Age gli recò ancora maggiore fama, ma nonostante ciò Mortazavi non avrebbe più pubblicato un album di musica strumentale.
Nel 2004 Bijan pubblicò l'album Ye Ghatreh Darya, un album di gioiosa musica da ballo, che comprendeva anche un pezzo in stile curdo, Ronak. L'album riscosse immediato successo e divenne un tipico tormentone in occasione di matrimoni e feste in Iran.
L'album del 2006, Be man che, segnò una decisa svolta, soprattutto dal punto di vista dei testi, scritti dal celebre poeta iraniano Iraj Janatie Ataie, autore per molti altri artisti pop iraniani quali Ebi e Dariuš. 
A partire da Fire on Ice, gli album di Mortazavi sono stati un mix di pezzi strumentali e cantati, con Bijan che ha un ruolo primario suonando la maggior parte degli strumenti usati.

### Strumento
Bijan suona un violino bianco fatto artigianalmente, proveniente da Širaz, Iran. "Anche se non suona in maniera perfetta, è il mio violino ed io non voglio suonarne un altro", ha affermato Bijan in un'intervista televisiva.

## Concerti
Il tour internazionale cominciato nel 1990 avrebbe portato Mortazavi in tutto il mondo, e Bijan Mortzavi è stato il primo artista iraniano ad essere sponsorizzato dalla Chrysler Corporation.

### Greek Theatre
Il 3 luglio 1994 , Bijan Mortazavi è stato il primo artista iraniano a suonare al Greek Theatre di Los Angeles. In quell'occasione, nel set venne incluso un pezzo che aveva scritto all'età di 11 anni, "Epic". Il concerto è stato poi pubblicato come video live, con il titolo "Bijan Live at the Greek Theatre".

### Washington
Il 20 ottobre 2007 Bijan ha suonato a Washington, insieme al giovane, talentuoso violinista e cantante iraniano Šadmehr Aghili. In quell'occasione hanno reso una versione per due violini del celebre canto patriottico iraniano Ey Irân (Ehi Iran).

## Discografia

### Album in studio
- 1990-The Magic of Bijan Mortazavi his Music and his Songs (Bijan Mortazavi 1)
- 1992-Bijan Mortazavi 2
- 1994-Bijan Mortazavi 3 (album strumentale)
- 1994-Bijan Mortazavi 3
- 1997-Fire on Ice (album strumentale)
- 1997-Fire on Ice
- 1999-Sweet Scent of Love
- 2001-Voice of Silence
- 2004-Yeh Ghatreh Darya
- 2006-Beh Man Cheh

### Album dal vivo
- 1994-Bijan Live at the Greek Theatre

### Video
- 1994-Bijan Live at the Greek Theatre
- 2004-Bijan in concert

## Ritorno in Iran?
Durante il periodo di Mohammad Khatami presidente, la scena musicale iraniana si animò considerevolmente, e molti artisti che dopo la rivoluzione iraniana si erano trasferiti all'estero, tornarono in Iran, dove proseguirono la loro carriera.
Bijan Mortazavi tentò di ottenere il permesso di pubblicare un album in Iran, permesso che però non gli venne, né gli è stato tuttora accordato.
Attualmente Bijan Mortazavi risiede a Los Angeles.